# 京都市立待賢小学校
京都市立待賢小学校（きょうとしりつ たいけんしょうがっこう）は、京都市上京区にあった公立小学校。明治2年（1869年）に京都で設立された64の番組小学校の一つとして開校し、平成9年（1997年）に京都市立出水小学校と共に京都市立二条城北小学校に統合され、閉校した。

## 概要
学校名は、当初学校が設置された猪熊通椹木町上る大黒町付近の椹木町大宮あたりに平安京大内裏（平安宮）の待賢門があったことにちなむ。

## 沿革
- 1869年（明治2年） - 上京第十七番組小学校として開校（開校日:10月6日）[2][5][6][7]
- 1887年（明治20年）7月 - 京都市立待賢尋常小学校に改称[2]
- 1941年（昭和16年）4月 - 京都市待賢国民学校に改称[2]
- 1947年（昭和22年）4月 - 学制改革により京都市立待賢小学校となる[2]。
- 1997年（平成9年）- 京都市立二条城北小学校に統合され閉校[7]

元待賢小学校地・校舎は、京都市発達障害者支援センター「かがやき」が使用。

## 通学区域
待賢小学校の通学区域は、後述の待賢学区に加え、戦後は東隣の滋野校が新制中学校になったことから滋野学区の一部地域も含んでいた。

## 待賢学区
待賢学区（たいけんがっく）は、京都市の学区（元学区）のひとつ。京都市上京区に位置する。明治初期に成立した地域区分である「番組」に起源を持ち、学区名の由来ともなるかつての待賢小学校の通学区域であり、今でも地域自治の単位となる地域区分である。
明治2年（1869年）の第二次町組改正により成立した上京第17番組に由来し、同年には、区域内に上京第17番組小学校（のち校名を待賢に改称）が創立した。明治5年（1872年）には上京第19区、明治12年（1879年）には区が組となり上京第19組となった。学区制度により明治25年（1892年）には上京第15学区となった。
昭和4年（1929年）に、学区名が小学校名により改称され、上京第15学区から待賢学区となった。昭和17年（1942年）に京都市における学区制度は廃止されるが、現在も地域の名称、地域自治の単位として用いられている。

### 人口・世帯数
京都市内では、概ね元学区を単位として国勢統計区が設定されており、待賢学区の区域に設定されている国勢統計区（上京区第15国勢統計区）における令和2年（2020年）10月の人口・世帯数は4,008人、2,334世帯である。

### 地理
上京区の南部に位置する学区であり、北側は聚楽学区、東側は滋野学区と梅屋学区、西側は出水学区、南側は教業学区（二条城）に接する。区域は、概ね東は堀川通、西は日暮通、北は下長者町通、南は竹屋町通であり、面積は0.236平方キロメートルである。

### 待賢学区内の通り

#### 東西の通り
- 下長者町通
- 出水通
- 下立売通
- 椹木町通
- 丸太町通
- 竹屋町通

#### 南北の通り
- 堀川通
- 葭屋町通
- 猪熊通
- 黒門通
- 大宮通
- 松屋町通
- 日暮通

### 待賢学区の町名
- 桝屋町
- 四町目
- 長尾町
- 上堀川町
- 下堀川町
- 亀屋町
- 元福大明神町
- 丸屋町
- 直家町
- 蛭子町
- 荒神町
- 大黒町
- 木屋之町
- 中之町
- 藁屋町
- 吉野町
- 北蟹屋町
- 南蟹屋町
- 森中町
- 小伝馬町
- 清元町
- 家永町
- 菱屋町
- 一町目
- 西橋詰町
- 橋西二町目
- 講堂町
- 中御門横町
- 西丸太町

## 周辺
もと平安京大内裏の東側の官衙町にあたる。火災等による内裏（御所）の移転によって、大内裏が空地となり「内野」と呼ばれたが、大宮大路以東は町地化していた。豊臣秀吉による聚楽第建造にあたり武家屋敷が設置された。後聚楽第が破却され、江戸時代においては再び町地化したが、南部においては京都所司代屋敷の設置において、丸太町通以南の猪熊通から日暮通の間の町が寺町広小路あたりへ移転させられている。

### 待賢学区内の主な施設
- 京都大宮丸太町郵便局

## 関連文献
- 碓井小三郎「上京第十四学区之部」『京都坊目誌 上京之部 乾 上巻之十二-十五』1915年、417-510頁。doi:10.11501/1210439。
- 「待賢」『上京区140周年記念誌』上京区140周年記念事業実行委員会、2020年、60-61頁。